# R01
『R01』（アール ゼロ ワン）は、声優の白石涼子によるアニメソング・カバーミニアルバム。2008年12月25日にスターチャイルドから発売された。

## 解説
収録曲は「90年代」「恋愛ソング」をテーマに選出された6曲、「この曲をうりょっちに歌って欲しい」リクエストに寄せられた楽曲の中から1曲の計7曲が収録された。
初回製造分には、購入者対象イベント『白石涼子 チョコッと! "R"ive 3rd』応募抽選券が封入。

## 収録曲
1. 天使のゆびきり [4:32]
  - テレビアニメ『彼氏彼女の事情』オープニングテーマ

原曲：福田舞（1998年10月23日、キングレコード）
作詞：藤井フミヤ、作曲：有賀啓雄
2. ブルーウォーター [4:20]
  - テレビアニメ『ふしぎの海のナディア』オープニングテーマ

原曲：森川美穂（1990年4月25日、東芝EMI）
作詞：来生えつこ、作曲：井上ヨシマサ
3. 笑顔に会いたい [4:05]
  - テレビアニメ『ママレード・ボーイ』オープニングテーマ

原曲：濱田理恵（1994年4月21日、バンダイ・ミュージックエンタテインメント）
作詞：柚木美祐、作曲：濱田理恵
4. 泣けちゃうほどせつないけど [4:11]
  - テレビアニメ『キューティーハニーフラッシュ』エンディングテーマ

原曲：岡本真夜（1997年3月5日、徳間ジャパンコミュニケーションズ）
作詞・作曲:岡本真夜
  - 4th Single『ダリアな気持ち』収録曲
5. GOOD DAY I・N・G [4:32]
  - テレビアニメ『ツヨシしっかりしなさい』3代目エンディングテーマ

原曲：神崎まき（1993年6月2日、ソニーミュージック）
作詞：小林和子、作曲：小森田実
6. いつもそこに君がいた [4:05]
  - テレビアニメ『YAWARA!』4代目エンディングテーマ

原曲：LAZY LOU's BOOGIE（1992年4月22日、ユニバーサルミュージック）
作詞・作曲：LOU
7. 「二人」に帰ろう [4:53]
  - テレビアニメ『H2』初代エンディングテーマ

原曲： 西脇唯（1995年7月5日、キングレコード）
作詞・作曲：西脇唯